# Trade Weighted US Dollar Index
Der Trade Weighted US Dollar Index (auch bekannt als „The Broad Index“) ist eine Kennzahl, welche den Wert des US-Dollars mittels eines Währungskorbs aus 26 Währungen vergleicht. Der Index ist der handelsgewichtete Durchschnitt im Vergleich zu diesen Währungen. Er wurde 1998 von der US-Notenbank (FED) erstmals veröffentlicht.

## Konzept
| Rang | Währung              | Code | Gewichtung in % (2010) |
| ---- | -------------------- | ---- | ---------------------- |
| 1    | Euro                 | EUR  | 36,56                  |
| 2    | Japanischer Yen      | JPY  | 30,21                  |
| 3    | Britisches Pfund     | GBP  | 16,98                  |
| 4    | Kanadischer Dollar   | CAD  | 8,49                   |
| 5    | Schweizer Franken    | CHF  | 3,15                   |
| 6    | Australischer Dollar | AUD  | 2,63                   |
| 7    | Schwedische Krone    | SEK  | 1,98                   |

Der Trade Weighted US Dollar Index stellt das Verhältnis von 26 Währungen im Vergleich zum US-Dollar dar, wobei der Euro mit dem Handelsvolumen aus 14 EU-Ländern berücksichtigt wird. Alle Währungen werden in den Maßeinheiten der Währung pro US-Dollar ausgedrückt. Die US-Zentralbank berechnet die effektiven Wechselkurse im Index mit einer breiten Gruppe (The Broad Index) von Handelspartnern. Diese spaltet sich in eine Hauptgruppe (The Major Currencies Index) und in eine Nebengruppe (OITP - Other important trading partners).
In der Hauptgruppe sind die folgenden 7 Währungsräume enthalten: Euro, Kanadischer Dollar, Japanischer Yen, Britisches Pfund, Schweizer Franken, Australischer Dollar und Schwedische Krone. Anhand des Verlaufs des handelsgewichteten US Dollar Index lässt sich die Stärke oder Schwäche des US-Dollars ablesen. Ein steigender Index bedeutet eine Aufwertung des US-Dollars gegenüber den Währungen im Währungskorb, ein fallender Index dagegen eine Abwertung.
Zusammenhänge zu Rohstoffindizes sind erkennbar. Ein fallender Trade Weighted US Dollar Index bedeutet tendenziell steigende Rohstoffpreise. Dies gilt insbesondere für die Agrarrohstoffe und den Ölpreis. Selbst der Goldpreis korreliert mit einem fallenden Index. So markierte der handelsgewichtete US Dollar Index am 2. Mai 2011 ein Mehrjahrestief und der Goldpreis in US-Dollar am gleichen Tag ein Allzeithoch.
Neben dem Trade Weighted US Dollar Index der US-Notenbank (FED) gibt es noch den U.S. Dollar Index (USDX), welcher den Wert des US-Dollars mittels eines Währungskorbs aus 6 Währungen vergleicht. Der USDX ist der geometrisch gewichtete Durchschnitt im Vergleich zu diesen Währungen. Er wurde 1973 eingeführt und wird an der Terminbörse ICE Futures U.S. gelistet.
Der Index der FED misst im Vergleich zum U.S. Dollar Index viel akkurater den Wert des US-Dollars, da die Gewichtung der FED die Wettbewerbsfähigkeit US-amerikanischer Güter im Vergleich zu anderen Ländern und Handelspartnern stellt.
Eine ähnliche Berechnungsmethode wie der U.S. Dollar Index verwenden der arithmetisch gewichtete Euro Currency Index und der handelsgewichtete Euro Effective Exchange Rate Index der Europäischen Zentralbank (EZB).

## Berechnung

### Drei Gewichte
Der Trade Weighted US Dollar Index der US-Notenbank gewichtet die einzelnen Länder oder Währungsräume mit einer Kombination aus drei verschiedenen bilateralen Gewichten. Dazu gehören die Einfuhren, die Ausfuhren und die Drittmarktgeschäfte. Die Verknüpfung dieser drei Teilgebiete bildet die Gewichtung des Trade Weighted US Dollar Index.
1. bilaterale Gewichtung nach den Einfuhren von Waren in die USA 

{\displaystyle \mu _{\text{US,j,t}}={\frac {M_{\text{US,j,t}}}{\sum _{j=1}^{N(t)}M_{\text{US,j,t}}}}} 

{\displaystyle \mu _{\text{US,j,t}}} = Importgewicht des Landes {\displaystyle j} im Zeitraum {\displaystyle t} 
{\displaystyle M_{\text{US,j,t}}} = Anteil des Landes {\displaystyle j} an den gesamten US-Ware-Importen im Zeitraum {\displaystyle t}
2. bilaterale Gewichtung nach den Ausfuhren von Waren aus den USA 

{\displaystyle \epsilon _{\text{US,j,t}}={\frac {X_{\text{US,j,t}}}{\sum _{j=1}^{N(t)}X_{\text{US,j,t}}}}}

{\displaystyle \epsilon _{\text{US,j,t}}} = Exportgewicht des Landes {\displaystyle j} im Zeitraum {\displaystyle t}
{\displaystyle X_{\text{US,j,t}}} = Anteil des Landes {\displaystyle j} an den gesamten US-Ware-Exporten im Zeitraum {\displaystyle t}
3. bilaterale Gewichtung der „Dritt-Markt-Effekte“ 

{\displaystyle \tau _{\text{US,j,t}}=\sum _{k\neq 1;k\neq US}^{N(t)}\epsilon _{\text{US,k,t}}{\frac {\mu _{\text{k,j,t}}}{(1-\mu _{\text{k,US,t}})}}}

{\displaystyle \tau _{\text{US,j,t}}} = Dritt-Markt-Gewicht des Landes {\displaystyle j} im Zeitraum {\displaystyle t}
 {\displaystyle \epsilon _{\text{US,k,t}}} = Exportgewicht des Landes {\displaystyle k} im Zeitraum {\displaystyle t}
 {\displaystyle \mu _{\text{k,j,t}}} = Anteil der Wirtschaft {\displaystyle k} an den Einfuhren des Landes {\displaystyle j} im Zeitraum {\displaystyle t} (wobei {\displaystyle k\neq j})
{\displaystyle (1-\mu _{\text{k,US,t}})} = Multiplikativer Faktor (1 - Gewicht der Einfuhren in das Land {\displaystyle k} aus den USA im Zeitraum {\displaystyle t}) [Summe der Gewichte wird somit 1]

### Verknüpfung der Gewichte
Die Koeffizienten der drei Teilgewichte wurden ausgewählt, um den Wettbewerb durch Einfuhren in US-Märkte und den Wettbewerb von US-Exporten in ausländischen Märkten die gleichen Gewichte zu geben. Darüber hinaus wird auch den bilateralen Exportgewichten und den Gewichten zur Erfassung des Wettbewerbs auf Drittmärkten die gleiche Bedeutung gegeben.
{\displaystyle w_{\text{j,t}}={\frac {1}{2}}\mu _{\text{US,j,t}}+{\frac {1}{2}}\left({\frac {1}{2}}\epsilon _{\text{US,j,t}}+{\frac {1}{2}}\tau _{\text{US,j,t}}\right)}

## Zusammensetzung
Der Trade Weighted US Dollar Index (The Broad Index) enthält folgende Währungen (Stand 18. April 2011).
| Rang | Währung                 | ISO 4217-Code | Gewichtung in % |
| ---- | ----------------------- | ------------- | --------------- |
| 1    | Chinesischer Renminbi   | CNY           | 19,871          |
| 2    | Euro                    | EUR           | 17,623          |
| 3    | Kanadischer Dollar      | CAD           | 13,209          |
| 4    | Mexikanischer Peso      | MXN           | 10,383          |
| 5    | Japanischer Yen         | JPY           | 7,477           |
| 6    | Britisches Pfund        | GBP           | 4,226           |
| 7    | Südkoreanischer Won     | KRW           | 3,689           |
| 8    | Taiwan-Dollar           | TWD           | 2,407           |
| 9    | Singapur-Dollar         | SGD           | 2,083           |
| 10   | Brasilianischer Real    | BRL           | 1,901           |
| 11   | Schweizer Franken       | CHF           | 1,795           |
| 12   | Malaysischer Ringgit    | MYR           | 1,740           |
| 13   | Indische Rupie          | INR           | 1,700           |
| 14   | Thailändischer Baht     | THB           | 1,424           |
| 15   | Australischer Dollar    | AUD           | 1,338           |
| 16   | Hongkong-Dollar         | HKD           | 1,327           |
| 17   | Israelischer Schekel    | ILS           | 1,137           |
| 18   | Indonesische Rupiah     | IDR           | 1,033           |
| 19   | Russischer Rubel        | RUB           | 1,024           |
| 20   | Schwedische Krone       | SEK           | 0,874           |
| 21   | Saudi-Riyal             | SAR           | 0,806           |
| 22   | Chilenischer Peso       | CLP           | 0,784           |
| 23   | Kolumbianischer Peso    | COP           | 0,622           |
| 24   | Philippinischer Peso    | PHP           | 0,568           |
| 25   | Argentinischer Peso     | ARS           | 0,550           |
| 26   | Venezolanischer Bolívar | VEF           | 0,410           |

## Geschichte

### Historischer Überblick
Den Trade Weighted US Dollar Index lancierte die US-Notenbank (FED) Ende 1998. Die breite Gruppe im Index (The Broad Index) wurde bis 1995 (tägliche Kurse) und bis 1973 (monatliche Kurse) zurückgerechnet. Die Rückrechnung der Hauptgruppe (The Major Currencies Index) erfolgte bis 1973 (tägliche Kurse).
In den 1970er Jahren begann eine mehrjährige Aufwärtsbewegung des Broad Index. Er stieg bis März 1985 um 126,0 Prozent auf einen Höchststand von 69,24 Punkten. Mit der Abwertung des US-Dollars gegenüber den meisten Währungen sank der Index bis Dezember 1987 auf einen Tiefpunkt von 58,64 Punkten. Das entspricht einem Rückgang gegenüber dem Stand von 1985 um 15,3 Prozent. Das Tief markiert das Ende der kurzfristigen Abwärtsbewegung.
In den folgenden 15 Jahren war der handelsgewichtete US Dollar Index wieder auf dem Weg nach oben. Am 27. Februar 2002 markierte der Index mit 130,24 Punkten ein Allzeithoch. Die Schwäche des US-Dollars gegenüber nahezu allen Währungen ließ den Index in den folgenden Jahren wieder sinken. Am 15. Juli 2008 fiel der Broad Index auf einen Tiefststand von 94,79 Punkten. Das entspricht einem Rückgang gegenüber dem Allzeithoch von 2002 um 27,2 Prozent.
Im Verlauf der internationalen Finanzkrise, die im Sommer 2007 in der US-Immobilienkrise ihren Ursprung hatte, begann der Index wieder zu steigen. Ab Herbst 2008 wirkte sich die Krise zunehmend auf die Realwirtschaft aus. In Folge brachen Aktien und Rohstoffe weltweit ein. Der US-Dollar diente als Fluchtwährung und wertete gegenüber den meisten Währungen auf. Am 3. März 2009 lag der Index bei 115,04 Punkten und damit um 21,4 höher als im Juli 2008.
Das hohe Haushaltsdefizit, die wachsende Staatsverschuldung der Vereinigten Staaten und Zweifel an der Bonität des Landes schwächten den Dollar in den folgenden Jahren. Am 26. Juli 2011 sank der Trade Weighted US Dollar Index (The Broad Index) mit 93,95 Punkten auf den tiefsten Stand seit 1995.

### Jährliche Entwicklung
Die Tabelle zeigt die jährlichen Höchst-, Tiefst- und Schlussstände des bis 1973 zurückgerechneten Trade Weighted US Dollar Index (The Broad Index).
| Jahr  | Höchststand | Tiefststand | Schlussstand |
| ----- | ----------- | ----------- | ------------ |
| 1973  | 33,97       | 30,64       | 32,31        |
| 1974  | 33,30       | 31,79       | 32,84        |
| 1975  | 35,14       | 32,29       | 35,14        |
| 1976  | 36,82       | 35,08       | 36,82        |
| 1977  | 37,16       | 36,16       | 36,16        |
| 1978  | 35,99       | 33,73       | 34,66        |
| 1979  | 36,21       | 34,66       | 35,89        |
| 1980  | 37,43       | 35,69       | 37,14        |
| 1981  | 42,51       | 37,06       | 41,43        |
| 1982  | 50,08       | 42,11       | 49,29        |
| 1983  | 55,97       | 49,30       | 55,97        |
| 1984  | 65,15       | 56,28       | 65,15        |
| 1985  | 69,24       | 64,92       | 65,04        |
| 1986  | 64,98       | 60,91       | 62,43        |
| 1987  | 61,64       | 58,64       | 58,64        |
| 1988  | 63,37       | 59,01       | 61,56        |
| 1989  | 69,61       | 62,90       | 69,61        |
| 1990  | 73,39       | 69,34       | 70,69        |
| 1991  | 76,41       | 70,70       | 74,13        |
| 1992  | 80,85       | 74,41       | 80,85        |
| 1993  | 87,52       | 81,51       | 87,52        |
| 1994  | 92,04       | 89,54       | 92,04        |
| 1995  | 96,02       | 89,03       | 95,46        |
| 1996  | 99,29       | 95,67       | 99,01        |
| 1997  | 113,82      | 99,11       | 113,82       |
| 1998  | 121,36      | 113,15      | 113,75       |
| 1999  | 118,80      | 112,97      | 114,96       |
| 2000  | 124,97      | 114,36      | 122,21       |
| 2001  | 128,66      | 122,11      | 128,05       |
| 2002  | 130,24      | 122,43      | 124,31       |
| 2003  | 124,68      | 113,35      | 113,35       |
| 2004  | 118,14      | 108,19      | 108,19       |
| 2005  | 112,93      | 108,07      | 111,75       |
| 2006  | 111,17      | 106,10      | 106,92       |
| 2007  | 108,08      | 97,74       | 99,04        |
| 2008  | 112,46      | 94,79       | 107,40       |
| 2009  | 115,04      | 99,70       | 101,79       |
| 2010  | 106,74      | 97,76       | 99,28        |
| 2011  | 101,48      | 93,95       | 100,64       |
| 2012¹ | 102,99      | 97,74       | 99,21        |

¹ 31. Dezember 2012